# Elena Bertocchi
Elena Bertocchi (Milano, 19 settembre 1994) è una tuffatrice italiana.

## Biografia
Comincia a praticare i tuffi a cinque anni, vincendo due anni dopo la sua prima medaglia. Ha gareggiato per alcuni anni per la "Canottieri Milano", poi per due anni per la "Bergamo Nuoto" e oggi fa parte nuovamente della squadra agonistica della "Canottieri Milano", in regime di doppio tesseramento col C.S. Esercito. Il suo allenatore, che l'ha seguita sin dagli inizi, è Dario Scola.
A livello internazionale ha ottenuto il suo primo importante successo vincendo la medaglia di argento dal trampolino da un metro, durante gli europei di Londra 2016. Il 13 giugno 2017 ottiene, insieme a Maicol Verzotto, un oro nel sincronizzato misto nel trampolino 3 metri durante i Campionati europei di tuffi. Nessuna coppia italiana aveva mai ottenuto un oro in questa specialità (data anche la sua introduzione recente).
Il 17 giugno 2017 diventa campionessa europea nella gara del trampolino da 1 metro precedendo la russa Nadežda Bažina e la tedesca Louisa Stawczynski.
Ai mondiali 2017 ottiene la medaglia di bronzo nella gara del trampolino da un metro, diventando una delle poche tuffatrici italiane nella storia ad aver vinto una medaglia mondiale.
Agli europei di nuoto di Glasgow 2018 ha vinto la medaglia d'oro nel concorso dei tuffi dal trampolino 3 metri, gareggiando con Chiara Pellacani, e quella di bronzo nel trampolino 1 metro.
Ai campionati europei di Roma 2022 vince un oro nel trampolino 1 metri e un argento nel sincro 3 metri insieme a Chiara Pellacani. Sempre in coppia con la compagna di squadra riesce a conquistare la medaglia di bronzo in quest'ultima specialità ai mondiali di Fukuoka 2023.

## Palmarès
- Mondiali

Budapest 2017: bronzo nel trampolino 1m.
Fukuoka 2023: bronzo nel sincro 3m.
- Europei di nuoto/tuffi

Londra 2016: argento nel trampolino 1m.
Kiev 2017: oro nel trampolino 1m e nel sincro 3m misto.
Glasgow 2018: oro nel sincro 3m e bronzo nel trampolino 1m.
Budapest 2020: oro nel trampolino 1m e argento nel sincro 3m.
Roma 2022: oro nel trampolino 1m e argento nel sincro 3m.
- Giochi europei

Cracovia 2023: bronzo nel sincro 3m.
- Europei giovanili

Budapest 2009: oro nel trampolino 3m e argento nel trampolino 1m.
Helsinki 2010: oro nel trampolino 1m e argento nel trampolino 3m.
Belgrado 2011: oro nel trampolino 3m e bronzo nel trampolino 1m.
Graz 2012: oro nel trampolino 1m.